# Fracchiaea rasa
Fracchiaea rasa är en svampart som först beskrevs av Miles Joseph Berkeley, och fick sitt nu gällande namn av Pier Andrea Saccardo 1882. Fracchiaea rasa ingår i släktet Fracchiaea och familjen Nitschkiaceae.   Inga underarter finns listade i Catalogue of Life.